# 何那斯·華格納
強納斯·彼得·華格納（英語：Johannes Peter Wagner，1874年2月24日—1955年12月6日），暱稱何那斯·華格納（Honus Wagner），生於賓夕法尼亞州夏提耶（Chartiers，現屬於賓夕法尼亞州卡內基）美國美國職棒大聯盟選手，主要守備位置為游擊手，因為他擁有德國血統，以及飛快的速度，綽號飛行荷蘭人（The Flying Dutchman，Dutch是德意志人的別名）。1897年至1917年，在國家聯盟出賽，大部份時間隸屬於匹茲堡海盜。
1936年，以第二高票入選棒球名人堂，成為最初的五位成員，其票數僅次於泰·柯布，與貝比·魯斯同票。

## 外部連結
- 球員資訊和成績在MLB ，ESPN ，Retrosheet ，Baseball Reference ，Baseball Reference (Minors) ，Fangraphs ，The Baseball Cube （英文）
- The T206 Collection - The Players & Their Stories （页面存档备份，存于）
- Honus Wagner's Obit - The New York Times, Tuesday, December 6, 1955
- Honus-Wagner.org